# Dialetto anconitano
(dalla poesia Cume se magna le crucete in porcheta di Eugenio Gioacchini (Ceriago))

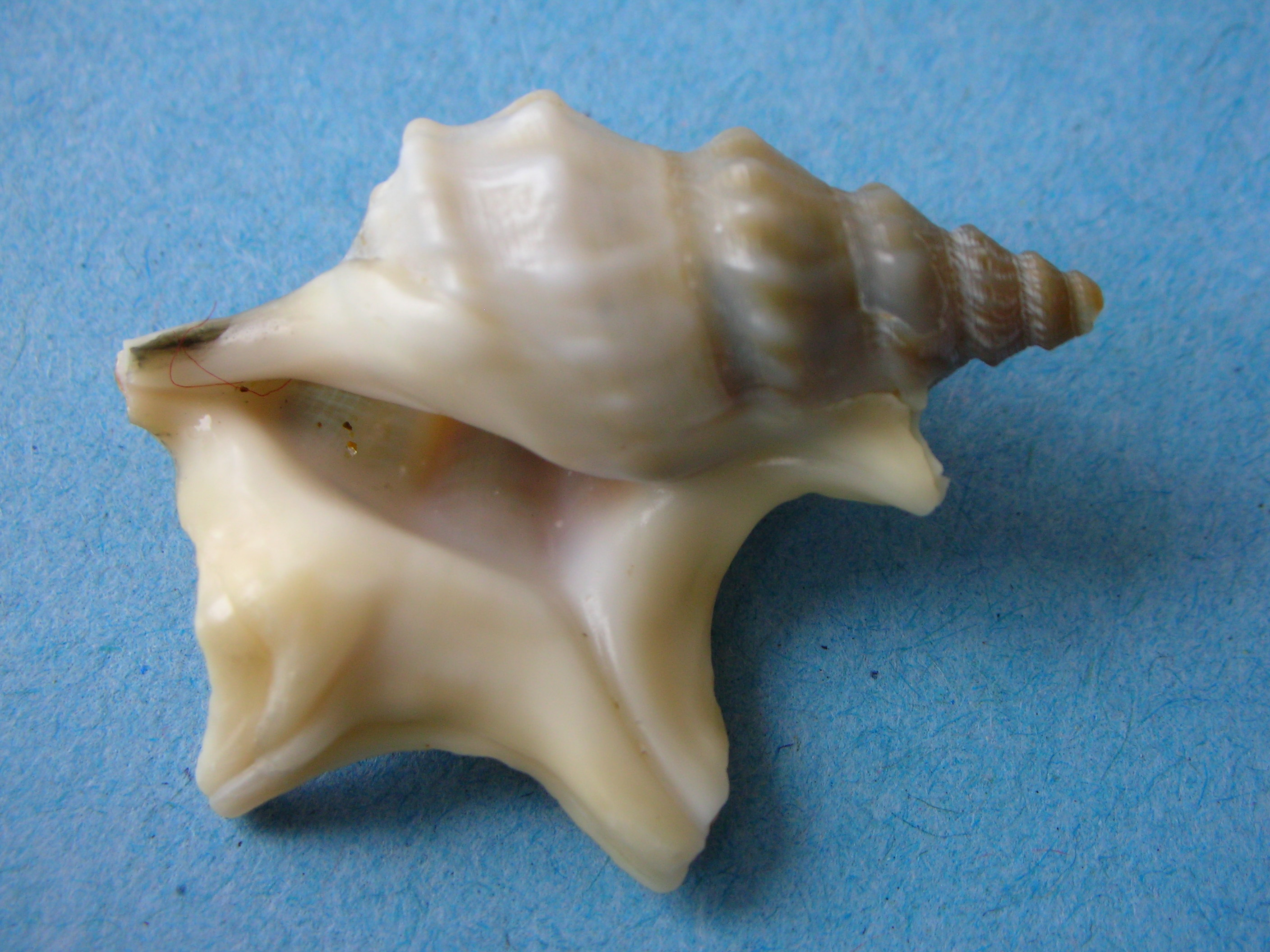
La cruceta, poeticamente assurta a simbolo del carattere anconitano

Il dialetto anconitano (ancunetà) è un idioma parlato nella città di Ancona e ha la particolarità di essere un idioma comunale, poiché la sua variante più pura è parlata esclusivamente entro i confini della città e - in tempi recenti - nei territori comunali limitrofi; per questo motivo alcuni studiosi preferiscono parlare di vernacolo.

## Origine

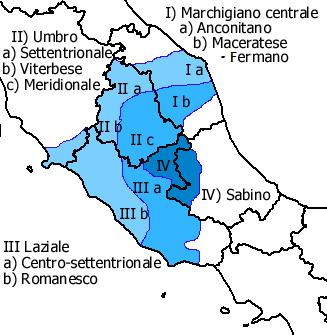
Nel sistema dei dialetti centrali il dialetto anconitano fa parte della zona 1-a (marchigiano centrale, anconitano)

Secondo la tradizione, il vernacolo anconitano sarebbe nato nel rione Porto, in una piccola piazza ora non più esistente detta la Chiòga, nella quale si erano fuse tre parlate: quella locale dei purtulòti (portolotti), lavoratori portuali, quella dei marinai levantini (provenienti dall'Oriente) stabilitisi in città e quella dei buranèli, ovvero le famiglie originarie di Burano e della laguna veneta, trasferitesi ad Ancona in cerca di fortuna e dedite alla pesca e alla navigazione come attività e sussistenza. In particolare il professor Giovanni Crocioni ebbe modo di sottolineare quanto riferitogli dal poeta vernacolare Duilio Scandali, ossia che nel porto, almeno fino all'inizio del '900, varie famiglie parlassero ancora il buranese, un dialetto semi-veneto.
Nel corso del tempo ha assunto sempre maggiori peculiarità, continuando ad assorbire e rielaborare influssi dovuti agli scambi del porto, determinando così la penetrazione di vocaboli di origine greca, ma anche spagnola e francese. Si può inoltre notare che molte parole anconetane in senso stretto non appartengono al repertorio etrusco-gallico né osco-sannitico, ma sono calchi di modelli medioevali, quando Ancona poteva permettersi anche l'autonomia linguistica. Si è così sviluppata una quasi totale estraneità di Ancona di fronte ai mutamenti linguistici, come fosse un'"isola" nel "continente" marchigiano nonché centro-italico: tuttavia molte parole sono ormai scomparse per lo scarso utilizzo e per l'allontanamento dalla fonte originaria.
In aggiunta a ciò, Scandali e Crocioni ebbero modo di riscontrare anche la presenza, fino a quell'epoca, di un vero e proprio gergo giudaico-anconetano, quasi inintelligibile e poco documentato, e che risultava essere formato da radici ebraiche congiunte a desinenze dialettali.
Ancora, è da segnalare che nel rione degli Archi (Rió d'j Archi), relativamente vicino al porto, si registrò un massiccio afflusso di pescatori-armatori originari di Porto Civitanova (Civitanova Marche), i quali emigrarono a più riprese ad Ancona a partire dalla seconda metà degli anni Venti del XX secolo: infatti il porto del capoluogo marchigiano, date le maggiori dimensioni rispetto agli altri scali marittimi della regione, si rivelò di vitale importanza per il loro lavoro sulle barche a vela di quell'epoca. Più precisamente, la struttura del porto peschereccio del Mandracchio - nome che in tutte le città di mare contraddistingue l'area adibita al ricovero delle barche - venne costruita al Molo Sud partire dal 1920, e ciò comportò dunque lo spostamento definitivo ad Ancona di un buon numero di pescatori e delle loro imbarcazioni a vela, provenienti soprattutto da Porto Civitanova e, per una parte meno consistente, anche da Porto Recanati; bisogna comunque ricordare che essi frequentavano già da vari anni il porto di Ancona specie durante la stagione invernale, in quanto riparato e protetto nei casi di improvvise burrasche. Nel corso degli anni costoro aggiunsero, all'attività più propriamente ittica, quelle consuete dello scalo dorico, ossia scambi mercantili e produzione cantieristica: le loro barche trovarono perciò sistemazione al Mandracchio, mentre le famiglie, che successivamente li raggiunsero, andarono ad abitare appunto agli Archi. Ciò ha fatto sì che fino a non molti anni fa alcuni tra i più anziani residenti in quel quartiere parlassero ancora il dialetto civitanovese, appartenente alla famiglia dialettale maceratese-fermana-camerte (marchigiano centro-meridionale), sia pure inframmezzandolo con vocaboli tipicamente dorici, mutuati per via dei numerosi contatti (lavorativi e non) con gli anconetani. In sostanza, pur non avendo il civitanovese influenzato linguisticamente l'anconitano, ebbe modo di crearsi nel rione degli Archi una sorta di piccola "città dentro la città", proprio per via del forte attaccamento che costoro mantennero nei confronti non solo del dialetto natio ma anche dei costumi e delle usanze marinare e culinarie civitanovesi. I loro attuali discendenti hanno invece abbandonato definitivamente la parlata paterna e sono pertanto del tutto anconetanizzati.

## Caratteristiche, classificazione e studi in merito
L'anconetano viene quasi unanimemente considerato l'idioma più settentrionale del gruppo dei dialetti italiani mediani (secondo la linea Roma-Perugia-Ancona), subarea perimediana; già a Montemarciano (distante solo 20 km) gli influssi del gallo-italico predominano su quelli centrali, e gli elementi gallo-italici si ritrovano nelle frazioni della campagna anconetana ed in comuni limitrofi, quali Camerano.. Ad ovest, poi, già da Jesi (30 km) i dialetti sono più tipicamente centrali, mentre a sud già l'osimano (20 km) e le parlate limitrofe assumono alcune componenti maceratesi-picene, le quali costituiscono retaggio dei secoli di amministrazione maceratese su Osimo, Loreto e Castelfidardo.
Il dialetto di Ancona, specie nel passato, poteva essere considerato un vernacolo, vista la limitata zona di suo utilizzo: infatti la parlata anconetana "pura" era circoscritta praticamente alla sola città e solo negli ultimi decenni si è estesa anche alle contigue Falconara, Sirolo, Numana, un tempo centri linguisticamente gallo-italici e ora completamente anconetanizzati. Un'anconetanizzazione parziale la si può riscontrare anche nei vernacoli dei centri rurali immediatamente limitrofi, come Agugliano, Polverigi e Offagna, ove si risente dell'osimano, nonché Camerata Picena, in cui si mescola con lo jesino, mentre vi sono diversità un po' più accentuate a Chiaravalle e Monte San Vito. C'è anche da dire che a ben vedere al giorno d'oggi gli influssi dell'anconetano hanno modo di manifestarsi in aree assai più estese, specie lungo la costa (in direzione nord e sud) e nella valle del fiume Esino: accade cioè che gli abitanti di centri quali Senigallia, Jesi, Osimo, Porto Recanati e perfino Civitanova Marche, tanto per citare solo i più importanti, assumano sempre più spesso - a causa dei numerosi contatti col capoluogo (lavorativi e non) - la tendenza ad anconetanizzare, cioè ad utilizzare accento e vocaboli tipici della parlata dorica, considerata una varietà dialettale di maggior prestigio. Negli ultimi anni, anche Marina di Montemarciano e Montemarciano hanno assunto la parlata anconitana. Ciò non è tuttavia sufficiente per poter definire Ancona la "capitale linguistica" delle Marche; anche perché l'influenza dell'anconitano sulle parlate dei centri del circondario si manifesta attraverso l'adozione di tratti ed espressioni spesso abbondantemente italianizzati e quindi privi delle caratteristiche più schiette dell'originario idioma del capoluogo.
Nel vernacolo anconitano convivono elementi dei due macro-gruppi italiani: infatti malgrado la già citata appartenenza al gruppo dialettale umbro-laziale-marchigiano (nell'ambito dei dialetti perimediani), non è difficile accorgersi, accanto agli elementi mediani, anche di elementi gallo-italici, nonché di alcuni fenomeni linguistici tipici anche della Lingua veneta, il che porta un cospicuo numero di studiosi a considerare l'anconitano come parlata di "transizione" con i dialetti gallo-italici. Addirittura, secondo il già citato Giovanni Crocioni, il dialetto anconetano è da considerare come il più meridionale dei dialetti gallo-italici, che da Fano verso sud perdono progressivamente le loro caratteristiche gallo-italiche per esaurirsi solo dopo Camerano ed Osimo, divenendo poi parlate picene.
Nella prefazione alla 1ª edizione del volume La bichieròla di Duilio Scandali, del 1906, Crocioni osserva: “Chi nel passato ha rivolto alla lesta uno sguardo al dialetto di Ancona, badando a qualche saggiuolo infedele, sparso qua e là nelle stampe, se n'è ritratto come sgomentito, per quell'accento spiccato di schietta italianità, che lo fa parere un vernacolo propagginatosi da quelli toscani. Eppure l'anconitano, chi bene lo indaghi, mostra cospicui caratteri, sconosciuti ai toscani, che lo accomunano a ben altra famiglia... Esso vanta un vocabolario dovizioso e un frasario multiforme, un po' cosmopolita, flessibile, pronto all'esigenze di un'arte che lo chiami a cimenti difficili.” Il Crocioni prosegue evidenziando come ad Ancona si verifica la confluenza, insieme al galloitalico, anche dei dialetti della -u finale, che attraversano l'Italia dal Tirreno all'Adriatico, e "che più di una loro proprietà immettono nell'anconetano, nel quale si vengono pertanto ad incontrare, come i raggi nell'asse di una ruota, i prolungamenti dei dialetti gallici, di quelli dalla -u finale, e dei toscani, che irraggiano su tutti i dialetti dell'Italia centrale un filo della loro luce."
Nella raccolta ottocentesca de "I parlari italiani in Certaldo", il professor Cesare Rosa, che raccolse due versioni in anconitano della novella di Boccaccio "La dama di Guascogna e il re di Cipro", non manifestò particolare considerazione in merito all'esistenza ad Ancona di un vero e proprio "dialetto" inteso nel senso letterale del termine: egli ebbe infatti modo di osservare che "un dialetto anconetano non esiste; il linguaggio che qui si presenta, non è che una corruzione dell'italiano quale in Ancona si suol fare dal popolo minuto soltanto". Contrapposto a quello del professor Rosa è il parere di autori e studiosi vernacolari quali Duilio Scandali, Palermo Giangiacomi e Mario Panzini, che evidenziano l'inverosimiglianza della possibilità di una corruzione popolare della lingua nazionale, che avrebbe implicato l'uso da parte della popolazione (all'epoca scarsamente scolarizzata) della lingua letteraria; le stesse versioni in anconitano proposte dal professor Rosa risentono di una certa italianizzazione, di cui sono indicatori l'uso del passato remoto e del gerundio, pressoché assenti nel vernacolo anconitano: al primo viene tuttora preferito il passato prossimo, mentre il secondo era usato solo con funzione modale preceduto da a; a titolo esemplificativo: stago a discóre = sto parlando (e non stago discurèndo), laddove a discurèndo me sò badurlàto = parlando, ho perso tempo. Lo stesso Duilio Scandali ha proposto una versione della novella di Boccaccio in un anconitano più caratteristico rispetto a quella del professor Rosa.
È interessante infine la presenza di un'isola linguistica comprendente le frazioni anconitane del Cònero (Poggio, Massignano e Varano) e, fuori dai confini comunali, Camerano. Come si vedrà più avanti, i dialetti di questi centri non sono varianti del vernacolo anconitano, ma costituiscono un nucleo gallico circondato da dialetti centrali, e potrebbe anche trattarsi degli ultimi residui di un'area gallo-italica che un tempo doveva
essere molto più ampia al punto da ricomprendere persino la stessa Ancona, ma non ci sono certezze documentali in merito. La presenza del gallo-italico nelle frazioni di Ancona era un fenomeno molto più netto fino a quaranta anni fa, ma anche oggi è rilevante. Da segnalare però come a livello lessicale e sintattico ci sia una frequente mutua intelligibilità tra il vernacolo anconitano e le parlate gallo-italiche delle campagne limitrofe.
Relativamente a una possibile antica appartenenza dello stesso dialetto anconetano alla famiglia gallo-italica, alcuni studiosi contemporanei, quali il prof. Sanzio Balducci, hanno ipotizzato che ciò fosse verosimile e che successivamente si fosse impiantata, sulla antica base settentrionale, una parlata di impronta mediana. Ciò potrebbe essere legato a un possibile orientamento da parte del ceto mercantile a prediligere modelli linguistici fiorentini e mediani, probabilmente reputati più prestigiosi. Un vago indizio in merito proviene da quanto scritto dal cronista del XVI secolo Bartolomeo Alfeo, qualche decennio dopo l'annessione di Ancona allo Stato Pontificio: a seguito del nuovo governo, in città si sarebbe registrato un arrivo cospicuo di nuclei familiari di provenienza specialmente maceratese e toscana, e ciò avrebbe avuto notevoli ripercussioni sulla parlata locale; viene infatti evidenziato come a partire da allora negli annunci pubblici "fu alterato il parlare e la pronuncia cangiata". È stata pertanto ventilata l'ipotesi che un tempo il gallo-italico si estendesse in modo compatto e senza interruzioni da Senigallia fino al Cònero, comprendendo pertanto Ancona, e che successivamente tale "continuum" si fosse interrotto proprio nel centro urbano di Ancona per via dei fenomeni migratori prima accennati.
Non bisogna tuttavia dimenticare che, in virtù dell'esistenza della Repubblica marinara di Ancona, Venezia ha esercitato per secoli un'influenza notevole sulla città dorica, anche sotto il profilo linguistico: si potrebbe pertanto ipotizzare che l'antico anconetano fosse una sorta di dialetto gallo-italico fortemente "venetizzato".

### Elementi gallo-italici e somiglianze con i dialetti veneti
Nell'anconitano sono presenti i seguenti elementi gallo-italici:
- prosodia (ossia cadenza) nel parlato dialettale ed italiano molto più somigliante a quella dell'area gallo-italica di Senigallia, che non al resto del territorio della provincia: infatti già a Osimo e soprattutto a Jesi è avvertibile un accento più tipicamente "umbro-marchigiano";
- scempiamento consonantico, ad eccezione della s[15][16][27](guera = guerra, balà = ballare, fratelo = fratello, surela = sorella, ma grosso-a); tuttavia in tempi recenti lo sdoppiamento totale e sistematico delle consonanti geminate è in regresso, per via di un adeguamento della parlata alla lingua italiana, per cui nella pronuncia odierna le doppie mantengono una loro pur flebile presenza, eccezion fatta per la "r", che viene scempiata totalmente anche in molte altre aree delle Marche centrali, in Umbria e nel Lazio, specie a Roma: per tale ragione alcuni[chi?] riterrebbero più corretto scrivere forme quali ad es. ba(l)là, ma(t)to, ecc., ma guera, tera, ecc. Da notare però che l'assenza di consonanti doppie rimane uno dei tratti più distintivi dell'anconitano più puro, non contaminato dalla lingua nazionale o dall'italiano locale, come si può evincere dalla pronuncia dei più anziani e dalla letteratura vernacolare storica[28][29]. Attualmente lo sdoppiamento è mantenuto solo nella parlata più stretta, altrimenti nel dialetto italianizzato che sempre più spesso si parla esso è in via di regresso. Nonostante la tendenza allo sdoppiamento, possono manifestare una consonante doppia le voci verbali con suffissi pronominali, come guardarti, parlarci, vedervi, che diventano rispettivamente guardàtte, parlàcce, vedévve; anche questo aspetto è però probabilmente dovuto a una pronuncia più moderna e prossima all'italiano o influenzata da varianti regionali sentite come più prestigiose, in quanto nelle opere più datate e nella pronuncia di tanti anziani queste voci mantengono il tipico scempiamento anconetano[27](stéme = statemi, anziché il più recente stémme; dime = dimmi, anziché dimme; fernìla = finitela, anziché fenìlla[30]). Inoltre va evidenziato come nei centri gallo-italici di Senigallia e Montemarciano, ma anche nelle ormai estinte parlate contadine anconetane di Varano e Montacuto, nonché in altre località più interne fino alle aree perugina ed aretina, lo sdoppiamento è presente solo prima dell'accento, ossia in posizione protonica (acétta per "accétta", alóra per "allora", acòrd per "accordo"): pertanto la sua presenza molto più frequente e sistematica nell'anconetano urbano sarebbe probabilmente dovuta a influssi veneti e dunque costituirebbe il lascito maggiore della parlata dei "buraneli". Inoltre testi ottocenteschi dimostrerebbero come all'epoca lo sdoppiamento riguardasse in alcuni casi pure la "s" (come appunto in Veneto): sono infatti attestate forme come groso per "grosso", esendo per "essendo", consolase per "consolarsi"[28][31]. Singolare e di difficile spiegazione era poi il fenomeno esattamente opposto, ossia il raddoppiamento (o geminazione) delle scempie, che si verificava in alcuni tratti delle ormai estinte parlate gallo-italiche del contado: ad es. maritte per "marito"[32];
- conseguente tendenza al mancato rafforzamento dei nessi consonantici "gn", "gl" e "sc" (sia pure gli ultimi due in misura minore): ad esempio, una parola come "legno" viene pronunciata con una debole articolazione della "g", oppure "conoscere" con una debole articolazione della "s";
- conseguente mancanza del cosiddetto raddoppiamento fonosintattico[33], presente già nella parlata gallo-italica di Camerano (più ffort per "più forte"[34]) nonché nel dialetto osimano[35]: perciò ad Ancona si ha ad es. a-casa e non a ccasa, è-più-dificile anziché è ppiù ddifficile, e così via; tuttavia dall'esame degli Statuti del mare medievali, scritti in un presumibile anconetano volgare, emerge la presenza di questo fenomeno (a llui, se ffarà), che sarebbe perciò regredito nel corso dei secoli per influsso settentrionale; il raddoppiamento risulta comunque assente pure in altri dialetti mediani, come nel perugino, ma anche in Toscana, come ad Arezzo ed in buona parte della sua provincia;
- la pronuncia sempre sonora di "s" intervocalica, anche se sorda in italiano standard (naṡo, caṡa, méṡe, preṡidènte, ecc.)[36]; anche nel prefisso "trans-" si ha pronuncia sonora, per cui si avrà tranzito, tranzitare, ecc. A ciò si aggiunge il fatto che la "s" ad inizio di parola viene spesso pronunciata in maniera tendente a "sc" (sciùbito per "subito"), anche se in modo non intensivo come in Emilia-Romagna: si tratta certamente di un influsso proveniente dalle non lontane aree senigalliese e pesarese-urbinate;
- lenizione (o volgarmente detta "rilassamento") della t e della c intervocaliche[15], fenomeno di or (pudé = potere, segóndu = secondo, gambià = cambiare, garbó = carbone e fadìga = fatica, vìgolo = vicolo, mbriàgo = ubriaco, stòmigo = stomaco). Tuttavia, tale lenizione non è generalizzata, quindi non si estende ai participi, come invece succede nei dialetti di Jesi, Osimo e comuni limitrofi, dove si dice, per esempio, magnàdo, sentìdo, tenùdo per mangiato, sentito, tenuto (magnào a Fabriano);
- Uso di t per unire la preposizione semplice in all'articolo (come anche in parte della provincia, in + el danno origine a ntel: ntel muro per "nel muro");
- nella pronuncia della vocale "a" sono avvertibili echi della palatalizzazione gallo-italica, riscontrabile fino all'altezza di Senigallia: perciò la parola "padre" si scrive certamente come in italiano, ma in anconetano stretto si pronuncia con una "a" tendente ad "è" molto aperta; il fenomeno in questione però si riscontra anche all'interno, come a Fabriano, perché poi nell'Umbria centro-settentrionale (Perugia, Città di Castello e Gubbio), nonché in Toscana nell'aretino, si assiste a un vero e proprio innalzamento vocalico di un grado (a>è ad es. "casa" diventa chèsa); inoltre non bisogna dimenticare che comunque una pronuncia della "a" leggermente alterata non scompare quasi mai nelle Marche, soprattutto nella zona meridionale, perché infatti un'altra area di irradiazione della palatalizzazione della "a" è l'Abruzzo teramano;
- si rinvengono pronunce delle vocali "e" ed "o" secondo il tipo gallo-italico (emiliano-romagnolo in particolare), opposte all'italiano standard: ad esempio spórco per "spòrco", bistèca per "bistécca" (in uso anche in molte altre aree centrali) o ancora vènde per "véndere" (quest'ultimo adoperato pure nelle aree limitrofe fino a Porto Recanati), e infine scènde, in uso pressoché in tutte le Marche, specialmente costiere, ed in quasi tutto l'Abruzzo;
- assenza della trasformazione di ND in NN, (che si potrebbe però sporadicamente incontrare in rarissimi casi come nel verbo andare che può dare indifferentemente andà ma anche anà), di NT in ND, di LD in LL, ecc. L'unica assimilazione riscontrata è quella del nesso ng, che diventa gn (piàgne per piangere, strégne per stringere). Tuttavia nelle aree campagnole limitrofe, almeno fino alla metà del secolo scorso, alcune di queste trasformazioni dovevano essere vitali, come dimostrato da forme quali palomma (MB > MM), spanne, quanne (ND >> NN): in particolare quest'ultimo vocabolo, letteralmente "quando", mostra anche l'indebolimento della vocale finale, tipico dei dialetti gallo-italici, che proprio nella campagna anconetana e nei paesi limitrofi trovavano i loro ultimi echi, come si vedrà più avanti. Inoltre non bisogna sottovalutare che nella parola numbero / numbro per "numero" trasparirebbe un ipercorrettismo frutto probabilmente di un precedente nummero, forma tra l'altro tuttora in uso nelle aree a sud del capoluogo, come Osimo, il che dimostrerebbe come in passato almeno alcune rese di tipo centromeridionale come appunto MB in MM, fossero presenti pure ad Ancona e poi regredite;
- uso anche davanti alla s impura e alla z dell'articolo determinativo maschile el (es: el zùchero = lo zucchero), che però, davanti alla s, spesso perde la l (es. e' stato = lo stato). Vale però la pena di ricordare che c'è un unico caso in cui è usato lo: quando è seguito dalla parola stesso, e solo nel caso in cui sia avverbio (lo stessu); a tal proposito va però menzionata la forma l'istessu/l'istesso, attestata nella letteratura meno recente[37], il che potrebbe far pensare all'adozione di lo + stesso per adeguamento recenziore al modello italiano;
- analogo comportamento per il pronome personale complemento, che è reso sempre con el (lo prendono > el pìne, lo aspettiamo > e' spetàmo), mentre già a Osimo è lu. L'utilizzo della forma debole el come pronome è comunque diffuso quasi in tutta la provincia di Ancona dove però, a differenza del capoluogo, esso viene rimpiazzato da lo per ovviare a un accostamento stridente davanti a s (se ad Ancona il televisore el spegno, a Jesi lo spegno)
- pronomi personali lu e lia (lui e lei), in uso comunque in tutta la provincia, in parte di quella di Macerata e in molte zone dell'Umbria; ciononostante negli anziani è in vita anche la forma centro-meridionale essa per "lei";
- l'utilizzo del termine ròba per "cosa" ("te devo dì 'na roba");
- le forme dago per "do", vago per "vado", stago per "sto" e fago per "faccio" (cfr. senigalliese dag, vag, stag e fag), anche se l'ultimo di questi verbi, in strutture semantiche disagevoli, è a volte reso con la forma toscana (e romanesca) fo', presente in modo sistematico nell'entroterra ("te fo' véde io"); è comunque da notare che le forme vaco e staco sono presenti pure nel dialetto maceratese, per cui si potrebbe ben parlare di un fenomeno marchigiano in senso stretto;
- seconde persone plurali dei verbi (presente e futuro indicativo, imperativo) in -è ed -ì, identiche a quelle usate nella laguna veneta (magné = mangiate, andé = andate, vedé = vedete, partiré = partirete, sé = siete, saré = sarete, partì = partite, durmì = dormite);
- uso dell'avverbio di tempo "adè" (adesso), rispetto a "mò" usato nell'Italia centro-meridionale, Roma, parte dell'Umbria e dalla Provincia di Ancona in giù;
- uso di pronomi interrogativi provenienti da cosa (cù, cusa, cò) invece che da che, come invece avviene nel resto dei dialetti centrali, perciò non si avrà ad es. la forma che c'è, ma cusa c'è;
- utilizzo del termine fiòlo per bambino, in uso anche in parti della Toscana e dell'Umbria (tra Arezzo e Città di Castello); ad Osimo lo stesso termine (con il significato di figlio) convive con il sinonimo bardàscio (cfr. maceratese vardàsciu);
- ormai del tutto regredita è la metatesi quando la sillaba diventa àtona, tipica dei dialetti gallo-piceni: burdéto, per "brodetto", umberlì per "ombrellino", cherdévi per "credevi", fartèlu per "fratello", spergà per "sprecare", purcesió per "processione". Ancora in parte in uso risulta invece essere quella inversa (pre "per");
- fenomeno tipico dei dialetti emiliano-romagnoli e che è vitale anche in parte nella pronuncia degli anconetani è la resa sibilante della z, seppur in maniera non molto accentuata, che si potrebbe rendere non proprio in "ss" come avviene più a nord, ma almeno in "sz" (situaszione per "situazione"). Inoltre nel secolo scorso il già citato poeta Duilio Scandali ebbe modo di riscontrare, nel portolotto, forme tipicamente venete e romagnole quali in zó per "in giù", e, nelle parlanti più anziane, espressioni quali bòn zórno per "buon giorno", nonché la resa di "sc" in "ss", come pésse per "pesce", conosséte per "conoscete", ecc;[38]
- totale assenza del passaggio dalla c dolce a sc (ad esempio, l'italiano pace non diventa mai pasce), fenomeno assente anche nel dialetto perugino, ma presente da Jesi ed Osimo in giù e tipico dei dialetti toscani e centro-meridionali;

### Elementi centrali e meridionali
Nell'anconitano sono presenti anche i seguenti elementi, tipici anche di altri dialetti centrali e dei dialetti meridionali; per ragioni di chiarezza si può operare una distinzione ulteriore tra elementi perimeridiani e mediani marchigiani in senso stretto.
Le caratteristiche dei primi, che si sviluppano lungo la già citata isoglossa Roma-Perugia-Ancona, sono dovute all'influsso toscano, e li isolano parzialmente dai dialetti mediani veri e propri, e tra le più rilevanti vanno segnalate:
- la mancata chiusura in "i" di "e" protonica, e, nel caso dei clitici, anche postonica (de Ancona, me stai a sentì?, dam(m)e, ecc): è un fenomeno che contraddistingue massicciamente tutte le parlate del centro Italia, romanesco in testa, ed è molto usato anche nell'italiano regionale, essendo molto ridotta la differenza tra lingua e dialetto;
- la trasformazione del nesso uo in o aperta (cògu = cuoco, còre = cuore, scòla = scuola);
- l'uso dell'aggettivo possessivo proclitico davanti ai nomi di parentela (mi' madre, tu' fratèlo), ma a differenza di toscano, umbro occidentale e laziale viterbese - e comunemente invece al romanesco - non si usa per i sostantivi (el libro mio, la scola tua);
- aferesi, cioè caduta della vocale all'inizio della parola prima di un gruppo di consonanti che inizia con una nasale o una nasale palatale (n- preconsonantico), nonché nel prefisso -ar: anch'esso è un fenomeno tipico di tutta l'Italia mediana e centro-meridionale, e si riscontra all'inizio di articoli, aggettivi dimostrativi, preposizioni e sostantivi: (‘ntigne = intingere, 'ncumincià = incominciare,  metéva ‘n bóca,  c'era ‘n falegname,  quanto ‘rivava = quando arrivava);
- apocope degli infiniti[16], come in moltissimi dialetti mediani (Iª coniugazione: andà = andare, caminà = camminare, sgamà = scoprire; IIª coniugazione: véde = vedere, sedesse = sedersi, lege = leggere; IIIª coniugazione: durmì = dormire, sentì = sentire, stremulì = rabbrividire; verbi ausiliari, fraseologici e servili: c'avé, esse, dové, pudé, sapé = avere, essere, dovere, potere, sapere);
- la triplice uscita delle prime persone verbali in -amo (cantàmo da "cantare"), -emo (vedémo da "vedere"), -imo (sentìmo da "sentire"), a differenza delle Marche centro-meridionali, dove le uscite sono unificate nella forma -emo (-imo a Macerata e dintorni);
- l'assenza di metafonesi di -u e da -i finale, così come nel toscano, nel romanesco e nei dialetti umbri occidentali, elemento invece riscontrabile nell'Italia settentrionale, in quella centrale più propriamente "mediana" (per le Marche è il caso ad esempio di Macerata), e meridionale (per le Marche Ascoli Piceno). Pare tuttavia che tanti secoli fa la metafonia, che nella prima metà del '900 si arrestava lungo la linea Arcevia-Fabriano-Cingoli-Filottrano-Potenza Picena (ed ora è ulteriormente regredita), fosse vitale anche in centri posti più a nord, come dimostrato da documenti dei secoli XIV XV di Recanati (terrino, quillo, quisto) e del secolo XVI di Ancona (quilli, furbitti, piumbo);
- l'indistinzione tra ô (<-o, -ō del latino) e ö (<ū latina), come in tutta l'area perimeridiana e in Toscana, dove le -u latine si sono aperte in -o (lupo < lat. LUPUM). Nell'anconetano verace però, come nelle aree circostanti (Osimo, Porto Recanati, ecc.), sebbene ci sia questa indistinzione, è avvenuto il fenomeno contrario, per il quale tutte le -o finali dell'italiano sono divenute -u (iu magnu < io mangio, el stòmigu < lo stomaco). Infatti nella maggior parte dei testi scritti dai poeti anconetani in vernacolo (Franco Scataglini, Duilio Scandali) sono spesso registrate tutte le voci con la -u finale, per ricordare l'anconetano più schietto che si è parlato fino agli anni sessanta del Novecento: in particolare proprio a detta dello stesso Scandali "Mi torna acconcio il far notare che il suono dell'u, quando corrisponde all'o italiano, è talora spiccato e lungo (nel dialetto più genuino) e tal'altra non si distingue molto dall'o. Nel maggior numero dei casi è u breve leggermente aperta. Chi legge, deve star attento a non marcare molto il suono cupo, ma, d'altronde, sarebbe sbaglio scrivere o pronunciar o."[39]. Tuttavia l'anconetano parlato da qualche decennio ha ripristinato la -o finale come in italiano e la -u è percettibile talvolta solo all'interno di frase e in pochi altri casi;
- affricazione, in base a cui la s dopo n, l ed r è resa come z (pènzo, falzo, bórza, e ciò è possibile pure in fonosintassi (el zindaco, nun ze sente, al zole, ma ràgio de sole, ecc.): vale la pena di segnalare che, insieme al già citato sdoppiamento delle consonanti doppie, avviene per contro un certo rafforzamento di tale z al posto della s, per cui la parola persona ad Ancona si pronuncia, nel vernacolo, come se la z (sorda) fosse raddoppiata, ad es. perzzona in luogo di persona. Graficamente la lettera però non si raddoppia (inzóma = insomma, penzo = penso, gió pel corzo = giù per il corso);
- l'assenza della lenizione delle sorde post-nasali (NC > NG, NT > ND, MP > MB), come in Toscana, Umbria Occidentale, Lazio settentrionale con Roma (perciò non si avrà biango, tembo, tando, ma bianco, tempo, tanto ecc.); il tratto in questione in realtà affiora anche ad Ancona, dove sono riscontrabili forme sporadiche di passaggio di NC in NG, quali vinge e cunvinge per "vincere" e "convincere": esso è però considerato "rustico", tipico della provincia, dove è ancora vitale, specie a Jesi e Fabriano;

Relativamente ai secondi elementi, si tratta di fenomeni linguistici presenti di fatto quasi esclusivamente delle Marche centro-meridionali, e che pertanto consentirebbero, seppur in maniera assai approssimativa, di individuare un "dialetto marchigiano" come distinto dagli altri dell'Italia centrale. Molti di questi fenomeni fanno la loro comparsa proprio a partire da Ancona procedendo verso sud, come: 
- l'apocope dei suffissi in -ne, -no, -ni, (el pà = il pane, el cà/i càni = il cane/i cani, la mà/le mà =la mano/le mani, el vì = il vino, el pacó = lo spaccone, fa bé = fa bene), che nelle Marche ha avuto origine forse nell'area maceratese, dove è presente nella sua forma più completa, cioè pure nei suffissi in -ore (trattó = trattore), per poi diffondersi a nord nell'area anconetana, ma non oltre il fiume Esino (infatti è assente a Senigallia), e verso sud anche oltre il Tronto. Il fenomeno è dunque riscontrabile in modo sistematico pressoché in tutte le località centro-meridionali della regione, specie quelle limitrofe alla costa, (ad es. Jesi, Filottrano, Civitanova Marche, Ascoli Piceno, San Benedetto), e si fa più rarefatto mano a mano che si procede verso l'interno: ad esempio a Matelica esso è pressoché limitato ai soli suffissi in -ne, e a Fabriano compare solo in modo sporadico, ad es. nel nome stesso della città (Fabrià), e ciò testimonierebbe come in tale centro il fenomeno fosse in origine sconosciuto, ed avrebbe attecchito soltanto nel toponimo locale a causa di influssi provenienti da est. L'apocope - molto diffusa nelle Marche anche nei nomi propri di persona maschili non in funzione vocativa (Francé, Giuvà) - è frequente come detto anche nell'Abruzzo settentrionale (sempre nei soli suffissi in -ne), nei comuni della Val Vibrata, e lungo la costa tra Martinsicuro e Giulianova, arrestandosi di fatto alla foce del fiume Tordino, per cui mentre a Giulianova è ancora avvertibile ad es. la forma pallò, ciò non accade nella confinante Roseto degli Abruzzi, dove è in uso pallònë. Un'altra area dove è in uso l'apocope è quella sabina, tra Abruzzo e Lazio, come testimoniato dai dialetti dell'Aquila e di Tivoli, in cui è in uso la forma neutra lo maró per "il (colore) marrone". Si tratta comunque di località in cui, data la distanza dalle Marche, questo fenomeno dovette aver avuto un'origine autonoma e non connessa a quella marchigiana. Va notato comunque come nell'anconitano l'apocope in questione si applichi solo alle parole al singolare, tranne che per le mà  = le mani; per cui avremmo la frazió / le frazioni, é' scalandró / i scalandroni);
- il rafforzamento di s in sc in molti vocaboli con la doppia s (roscio/a, tosce, nisciuno/a), nonché negli avverbi scì e cuscì per "sì" e "così", come avviene anche in tutte le Marche centro-meridionali, nonché in Abruzzo, Molise e Puglia settentrionale garganica. È tuttavia assente in alcune parole, come "passione", che mentre in anconetano è resa normalmente come passió, a Macerata ed Ascoli diventa pasció. Invece è presente, a differenza delle Marche centro-meridionali, in alcuni dei vocaboli inizianti per s-, come scigaréta, sciguréza per "sigaretta", "sicurezza": ciò infatti è riscontrabile nel nord della regione, e perciò dipenderebbe viceversa da influssi gallo-romagnoli;
- seppur in via di regresso, la palatalizzazione di "s" preconsonantica, considerata anch'essa "rustica" e ormai vitale solo presso gli abitanti più anziani e periferici (štrada, rišpettà, ecc.);
- le vocali di inizio parola subiscono l'aferesi se seguite da due o più consonanti ('mazzà < ammazzare, 'spetà < aspettare);
- rafforzamento di "l" intervocalico (Itaglia per "Italia", Erziglia per "Ersilia", Giuglià per "Giuliano"), ciò si ha tuttavia anche nella zona della Provincia di Pesaro e Urbino, quindi risulta esteso un po' in tutte le Marche;
- la mancanza dell'articolo per introdurre il nome di persona femminile, vitale fino a Montemarciano, nonché nelle aree perugina, aretina e fiorentina e senese: perciò ad Ancona non si avrà ad es. c'è la Giovanna, bensì, c'è Giuvàna; altra forma tipicamente centro-meridionale è la resa del diminutivo di Giuseppe in Pèpe anziché in Beppe come al nord;
- per quanto riguarda i nomi di persona maschili, un uso tipicamente marchigiano ed anche anconetano consiste nella loro apocope nell'uso anche non al vocativo: ad es. me chiamo Francé per "mi chiamo Francesco", ho chiamato a Giovà per "ho chiamato Giovanni", ecc;
- le forme nialtri, vuialtri (nella forma più "pura" niantri e vuiantri) in aggiunta a nó e vó, come rafforzativi dei pronomi di 1º e 2º persona plurale (cfr. romanesco noantri);
- la posticipazione del possessivo: el cà mio, la scola vostra; si evidenzia così una differenza marcata col toscano e l'umbro occidentale, dove invece si verifica in modo sistematico l'anticipazione del possessivo in tutti i vocaboli (il mi' cane, la mi' casa), mentre ad Ancona e nel resto delle Marche centrali essa si verifica solo con i nomi di parentela (mi' padre, tu' madre, ecc.);
- nei verbi si ha spesso identica uscita della 3ª persona singolare e 3º plurale, per cui si ha ad es. loro è andati, che convive con ène andati: ciò si riscontra anche nell'italiano colloquiale di tutte le Marche, tranne che nel Pesarese, e in particolare l'isoglossa è al di sotto della linea Montemarciano-Pergola;
- gli infiniti che in latino erano della IIª coniugazione e in lingua terminano in -orre e in -urre oppure sono passati alla IIIª coniugazione, in anconitano terminano in -one e in -uce (nun me poi impone de conduce la discussió = non mi puoi imporre di condurre la discussione; ogi nisciuno sa più usà la machina da cuge = oggi nessuno sa più usare la macchina da cucire)[40];
- seconda persona plurale dell'imperativo della IIIª coniugazione coincidente con l'infinito (sentì che prufumo! = sentite che profumo!, ma: nun te posso sentì = non ti posso sentire; durmì per tera, se sé boni! = dormite per terra, se siete capaci!, ma: durmì per tera nun è belo! = dormire per terra non è bello!);
- come nel maceratese, ma anche in ampie zone di Umbria e Lazio, il condizionale è presente nella forma in "-ia" per la prima e terza persona singolare (duvrìa per "dovrei" e "dovrebbe");
- uso del complemento di termine pure quando il verbo non lo richiederebbe (accusativo preposizionale): ad esempio la frase italiana "gli piace scrivere", in cui il verbo è un infinito sostantivato nel caso di complemento oggetto, ad Ancona e giù in tutto il Centro-Sud diventa j gusta a scrive, e ancora si ha ad es. stago a spetà a lù per "sto aspettando lui"; il fenomeno è però presente anche in area senigalliese e fanese (stag' a spe(t)tà ma lu);
- per quanto concerne la sintassi, vale la pena di ricordare l'uso della preposizione da davanti all'infinito modale preceduto dal verbo avere in sostituzione di dovere (ciavémo da fà = dobbiamo fare; s'ha da magnà' = si deve mangiare) e l'uso della forma gerundiva composta dal verbo "stare a + infinito" (stago a capà i móscioli = sto pulendo le cozze [o i mitili]);
- si possono infine citare vocaboli tipicamente centro-meridionali, di origine perlopiù marchigiana, umbra, laziale ed abruzzese, che si rinvengono pure nel vernacolo anconetano, come ad es. fadigà, inteso anche come "lavorare", zómpo/zompà per "salto/saltare", imparà per "insegnare", cazzaròla per "casseruola", spaso per "steso", parnànza per "grembiale", usato in da cucina dalla donna specie per i lavori domestici[41], sacòcia per "tasca", schina per "schiena", ciavata per "ciabatta", 'na muchia / un fracu per "un sacco, molto", ecc.

### Altre caratteristiche
Ritornando alle caratteristiche dell'anconetano cittadino, interessante è l'ipercorrettismo delle forme quanto per "quando", e sparambià per "sparagnare", che potrebbero far pensare, come già esposto in precedenza, che un tempo potesse essere presente almeno in parte pure ad Ancona la trasformazione centro-meridionale di NT in ND, di ND in NN e di MB in GN, e che la sua scomparsa abbia attratto con sé pure termini che hanno tale forma pure nella lingua italiana: perciò si potrebbe ipotizzare che un tempo pure ad Ancona si dicesse quanno e poi per un eccesso di ipercorrettismo sia passato non a "quando", perché erroneamente creduta anch'essa una forma meridionale, ma appunto a "quanto". In ogni caso anche a Senigallia la resa è analoga: quant con caduta della "o" finale; la stessa resa compare comunque a Pesaro e in alcune varianti romagnole, il che può suggerire una spiegazione alternativa all'ipotesi dell'ipercorrettismo appena descritta.
Anche i verbi e i sostantivi introdotti nell'uso solo recentemente vengono regolarmente troncati (termosifó =
termosifone, e' scuteró  = "lo scooterone", da scooter, sgarbonà = fare effusioni con il/la proprio/a ragazzo/a, inciciasse = ingrassarsi, digità = digitare);
Pressoché limitata ad Ancona, ed estranea perciò al resto dei dialetti centrali, è la seconda persona singolare dell'imperativo della IIª coniugazione (e del verbo essere) coincidenti con la terza persona singolare del presente indicativo e con l'infinito (vago a véde la partita = vado a vedere la partita, ma: lu véde = lui vede, e véde da cumpurtàte bè = vedi di comportarti bene; nun za né lège né scrive = non sa né leggere né scrivere, ma: lu lège, e prima lège ntel libro, po' scrive quelo ch'î capito = prima leggi nel libro, poi scrivi quello che hai capito; èsse bono: dame 'na mà! = sii buono, dammi una mano!, ma: prò, dumà, nun c'ha da esse nisciun prublema = però, domani, non ci deve essere nessun problema);
Molto caratteristica è il grande uso dell'antifrasi nel parlare comune: un esempio lampante è l'usatissima locuzione un bel po' (= molto), che ha finito col diffondersi in un'area costiera molto vasta che va all'incirca da Fano a Civitanova Marche; tale forma convive con la meno usata, ma di analogo significato, 'na mùchia, adoperata anche in altre aree marchigiane e abruzzesi. Ad esse si aggiungono anche frasi del tipo hai fato gnènte ride (= hai fatto ridere molto), o anzi che ciavevi pòga fame! (= avevi davvero molta fame). Espressione tipicamente marchigiana (ma anche umbra ed abruzzese settentrionale-teramana) in uso anche ad Ancona è gustà, dà gusto per indicare un qualcosa di particolarmente apprezzato da una persona (j gusta/dà gusto a sentì discóre in ancunetà).
La cadenza anconetana nel parlare italiano risente non tanto di elementi marchigiani "tipici" ma piuttosto di influssi gallo-romagnoli, veneti e toscani, al punto che spesso viene scambiata per "settentrionale" da chi proviene dal sud e per "toscana" specialmente dai romani.
Invece il registro linguistico viene spesso scambiato per quello di una parlata umbro-laziale: infatti anche la parlata di Ancona è sempre contornata dall'intercalare utilizzatissimo ó!, che si usa per richiamare l'attenzione verso di sé prima di parlare (es: ó!, je la guantàmu a rivà' in urario al'apuntamèntu?; ó!, va bè, ce sentimo dòpu!); in comune soprattutto con il romanesco vi sono alcune espressioni con tono di insulto (e va' a murì 'mazzatu!). Non ultima è da segnalare anche la presenza di alcuni vocaboli e modi di dire tipici dell'area romana, che comunque di solito non suonano esattamente uguali a quelli in uso nell'area capitolina: pi(z)zardó per vigile urbano (a Roma pizzardone), termine che convive con il sinonimo béco per via del copricapo a feluca con due punte adottato fino all'inizio del Novecento, andà de prescia per andare di fretta, che convive con l'espressione analoga andà de fuga. Inoltre soprattutto nelle ultimissime generazioni sarebbe da rilevare una certa pacifica penetrazione di elementi dialettali "capitolini" (per influsso del cosiddetto "romanesco televisivo"): perciò spesso si sentono giovani utilizzare aó! e monnézza in luogo dei più tradizionali ó! e mundé(z)za.
Tipico di Ancona, come del resto di molti altri posti dell'Italia centrale, è l'uso di aggiungere la -e finale nei vocaboli terminanti in consonante, specie se anglosassoni: stòpe per stop, scùpe per scoop, Juvèntuse per Juventus, Intere per Inter, e via discorrendo, senza poi dimenticare che spesso se la parola non è accentata sull'ultima, la consonante di questa può cadere (Inte per Inter, cumpiùte per computer; càmio per camion, nàilo per nylon, che nella parlata delle vecchie generazioni fanno regolarmente il plurale in cami e nàili).
Fenomeno interessante consiste nella pronuncia occasionale dei verbi venire, tenere e pensare (e tutti i loro composti), secondo il modello gallo-italico (viéni, véngono, manténgono, pénso ecc.). Tuttavia il fenomeno appena citato non appare assolutamente utilizzato da tutti i locutori.
Negli avverbi terminanti in -mente, è bene specificare che la e aperta è spesso pronunciata in modo allungato e calzato, quasi come se ci fossero due "e" di cui la prima un po' più chiusa, e ciò soprattutto nei casi in cui l'avverbio è usato in funzione interrogativa. Ad esempio se si usa l'avverbio veraménte a mo' di domanda, si sentirà chiedere: veraméènte?
E tuttavia riscontrabile l'utilizzo delle forme in -mente con la e chiusa (sporadicamente), specie nell'italiano, e anche forme come sóno anziché sòno, ma sono tutte molto rare e non costituiscono le forme maggiormente utilizzate dai locutori.
Infine si possono passare in rassegna elementi oramai estinti: oltre alla già citata metatesi, sono scomparse forme come per ô "per uno" (o al porto peròmo, alla veneziana), ghiétru, ghiéce per "dietro", "dieci" (ma lindiéra per "ringhiera"), bia o bigna come abbreviazione di "bisogna", lala e lónda per "ala" e "onda", scole alimentari per "elementari", ecc.

### Le parlate dei quartieri e delle frazioni
È rilevante notare che le parlate del contado iniziano già dalle aree periferiche della città. È infatti possibile cogliere, all'interno degli stessi confini comunali, alcune sfumature linguistiche differenti tra l'area del Porto e di Torrette a nord-ovest, di Posatora ad ovest, delle Grazie e delle Tavernelle a sud.
È possibile, a maggior ragione, cogliere differenze anche tra la parlata cittadina e i dialetti usati nelle frazioni più distaccate dal capoluogo, come Paterno, Sappanico, Montesicuro, Gallignano a nord-ovest e il Trave a sud-est, Candia, la zona della Baraccola e l'Aspio a sud, dove, almeno fino agli anni settanta del Novecento, le persone più anziane parlavano un idioma che dagli anconitani di città veniva considerato del tutto alieno dal loro contesto linguistico: si tratta infatti di parlate chiaramente ascrivibili al gruppo gallo-italico, a causa della caduta della vocale finale -o, mentre il dialetto di Ancona conserva ottimamente l'esito delle -o, -u latine, alla stregua parlate italiane mediane e centrali, che di tale fatto linguistico fanno un importante tratto di distinzione.
Le ormai estinte parlate contadine, invece, tendevano a lenire o ad eliminare la -o finale (andàm per "andiamo", da qui il detto-scioglilingua cameranense Dì ndu ndam?? No' ndam sul Guast dove il Guast era un toponimo tipico per indicare il Duomo [Dòm] di Camerano). Era poi possibile riscontrare forme assai curiose, come ad es. quanne per "quando", in cui comparivano contemporaneamente sia un elemento di tipo gallico, cioè l'indebolimento della vocale finale, sia uno di tipo centromeridionale, ossia il passaggio da ND a NN, sconosciuto nel capoluogo ma vitale nei centri immediatamente più a sud, come Osimo; altra forma interessante era bàbbete, sempre con la caduta delle vocali nonché con il suffisso personale posposto al nome, di uso tipicamente centromeridionale, in luogo dell'anconitano tu' padre. È inoltre interessante notare come gli scrittori di teatro anconetani cittadini, nel riprodurre graficamente (e nel parodiare) la nasale velare (ŋ) della zona del Cònero e di altri contadi prossimi alla città, scrivessero le mang per "le mani", è fing per "è fino", suddisfazióng per "soddisfazione".
Degni di nota alcuni termini presenti nelle varianti linguistiche rurali ma assenti nell'anconetano cittadino: invèlle / invèll' per "in nessuno luogo", lècca per "femmina del maiale" o "donna di malaffare", luccà per "urlare" (in città è utilizzato sgagià), chitta e litta per "qui" e "lì", puscióngh / puscióŋ / pusció per "possessione agricola", gì per "andare".
Da menzionare infine nelle parlate delle frazioni campagnole di Ancona, l'utilizzo della preposizione sa (e relative forme articolate sal, sai) per dire "con", utilizzata in una zona che va dal riminese passando per la provincia di Pesaro-Urbino fino a lambire la provincia di Ancona assottigliandosi in un fazzoletto di terra che comprende - oltre alle aree di Senigallia, Montemarciano, Falconara e del Cònero - anche territori linguisticamente non gallo-italici come Agugliano, Castelfidardo e il contado osimano.
Considerando che il dialetto di Jesi è chiaramente appartenente al gruppo centrale, la causa di questa "anomalia" delle suddette parlate della campagna anconitana, ma anche di alcuni centri limitrofi, come Camerano, è forse attribuibile ad una qualche penetrazione gallo-italica dovuta ad insediamenti di Galli Senoni, su un precedente sostrato italico, che ha portato alla creazione di una interessante isola linguistica, per fortuna in alcuni casi documentata. Anche il Crocioni ebbe modo di riscontrare questa realtà, evidenziando che per "dialetto anconetano" si deve intendere solo quello cittadino, perché nella campagna, specie a Varano e Camerano, "risalendo verso Osimo, il gallicismo appare così evidente, che ogni parola sarebbe superflua".
Come si è accennato in precedenza, secondo l'opinione di alcuni studiosi contemporanei, si potrebbe invece propendere per l'ipotesi contraria, ossia per un dialetto gallo-italico esteso ininterrottamente da Senigallia a tutto il Cònero - e quindi un tempo in uso pure ad Ancona - e che poi si sarebbe spostato su modelli mediani e toscani (con influssi veneti) nel centro urbano di Ancona: potrebbe costituire prova di ciò il fatto che fino agli anni '50 del '900 le parlate gallo-italiche si estendessero subito oltre le mura cittadine, ritraendosi poi progressivamente verso le aree più isolate dal centro urbano; a tal proposito, nel Vocabolarietto anconitano-italiano di Luigi Spotti (1929) viene notato come la parlata contadinesca arrivi a lambire, all'epoca, l'interno della città allargata dalla cinta daziaria (quindi presso un'area che va dalla stazione ferroviaria al Piano San Lazzaro).
Pertanto, l'influenza sempre più dominante dell'anconitano cittadino ha progressivamente alterato questo schema, che è ormai appena intuibile nelle frazioni di Candia, Varano, e un po' più vistoso nelle frazioni più conservative, come Massignano e del Poggio, che formano un nucleo dialettale gallo-italico che è ancora vivo. Tuttavia le generazioni più recenti di tali località ripristinano nettamente la vocale finale, e il loro parlare non si discosta quasi per nulla dall'anconitano standard, che come koinè ha ormai influenzato anche molte altre parlate vicine.

## Influssi su altri dialetti
Come accennato in precedenza, Ancona non è mai stata, storicamente, la "capitale linguistica" delle Marche, né la si potrebbe considerare tuttora (come invece è accaduto in altre regioni fin dai tempi più antichi, come nel caso di Firenze per la Toscana o di Napoli per la Campania, o come si è verificato nel corso di quest'ultimo secolo a Roma per il Lazio): è innegabile però che, nel corso soprattutto dei decenni finali del XX secolo, l'anconetano ha progressivamente influenzato le parlate marchigiane limitrofe, specie lungo la costa (in direzione nord e sud) e nella valle dell'Esino.
Come dimostrazione dell'influsso sempre più predominante dell'anconetano cittadino verso nord, basterebbe ricordare come a Montemarciano si vadano diffondendo le forme apocopate mà e pà al posto delle precedenti nasalizzate maŋ e paŋ; inoltre verso nord sembra via via estendersi anche la sonorizzazione di -ns-, -ls- e -rs-, come testimoniato dalla forma senigalliese moderna el polz, contro la pronuncia precedente el pols.
Verso sud la pressione dell'anconetano si è manifestata, negli ultimi decenni, nell'area costiera e nell'immediato entroterra della provincia di Macerata, ossia in centri quali Porto Recanati, Recanati, Montelupone, Potenza Picena e Civitanova Marche: infatti in tutti questi centri si è registrata da secoli la scomparsa della distinzione tra -o e -u, in favore dell'unico esito in -o.
In particolare, nel dettaglio:
- Porto Recanati ha accolto nel corso dei secoli elementi anconetani molto cospicui, come l'utilizzo dell'articolo el, la mancanza della metafonia e soprattutto l'indistinzione delle o/u finali latine, che non si sono solo limitate a convogliarsi nell'unico esito -o, ma a loro volta hanno anche finito col passare tutte ad -u, o comunque ad una -o pronunciata in modo cupo: per queste ed altre ragioni, il suo dialetto merita di essere ascritto a pieno titolo nella famiglia anconetana, per la precisione nella sub area osimano-lauretana;
- a Recanati le "innovazioni" di origine anconetana si riassumono anche qui nell'indistinzione -o -u, nella mancanza di metafonia, negli esiti dei latini j, dj, gi, gj, gl uguali a quelli di Ancona, mentre altre caratteristiche maceratesi resistono maggiormente: infatti, anche se il passaggio MB>MM non è sistematico, e quello LD>LL è quasi scomparso, gli articoli in uso sono ancora oggi oscillanti tra u, ru, lu, a ra, la, come nelle aree interne del maceratese, per cui il recanatese è da considerare una parlata intermedia (o "zona grigia") tra anconetano e maceratese, difficile da inquadrare con precisione nell'una o nell'altra famiglia;
- a Potenza Picena e Civitanova il dialetto è molto più simile al maceratese, e l'appartenenza a tale famiglia è indubbia, ma già da secoli risulta assente la distinzione tra -o e -u finali, e recentemente si registra il progressivo regresso della metafonia nelle vocali medio-alte (ad es. lo frichétto anziché lu frichittu), nonché la penetrazione di vocaboli anconetani in sostituzione degli originali maceratesi, quali smorcià invece di stutà per "spegnere", e testa in luogo di coccia;
- infine anche a Montelupone, ma anche a Morrovalle e Montecosaro, gli abitanti sono coscienti che non si usa più la -u finale, in contrasto con la situazione cittadina di Macerata.

### Particolarità
Tipicamente anconetana è l'espressione pà cu l'ojo (pane con l'olio), che viene talvolta usata come sinonimo di "abitante di Ancona", e che testimonia la notevole predilezione per questo piatto semplice e povero da parte degli anconetani. Inoltre del tutto tipico di Ancona e zone limitrofe, precisamente fino a Porto Recanati, è l'uso dell'avverbio ancora per "anche"/"pure" (è venuto ancora lù  per "è venuto pure lui").
Ad Ancona, come del resto in altre località dell'Italia mediana, è assente una netta percezione dei confini tra dialetto e lingua italiana: pertanto, come anche nell'umbro e nel romanesco, non di rado capita di ascoltare anconitani anche di elevata istruzione ed estrazione sociale esprimersi utilizzando forme quali me piace invece di "mi piace", je (j) va invece di "gli va", ecc.
Divertente è poi il fatto che gli anconitani, quando parlano con persone di altre città, a volte usano inconsapevolmente termini dialettali italianizzati, ma in realtà incomprensibili, suscitando lo stupore di chi li ascolta. Valgano come esempio: sfrondone (in dialetto sfrundó) = errore grossolano nel parlare, o anche bestemmia; sgolfanato (in dialetto sgulfanato) = senza fondo nel mangiare, in uso anche in area pesarese-urbinate; sfrigiare (in dialetto sfrigià) = rigare una superficie lucida, capiscione (in dialetto capisció) = saccente (come in romanesco), sbregare (in dialetto sbregà) = rompere per rabbia o per disattenzione (come in veneto, ma sbrego è usato anche in aree marchigiane centro-meridionali), panni spasi = panni stesi, in quanto in Italiano il participio del verbo spandere è considerato voce desueta), scapecciare (in dialetto scapecià) = spettinare, crinare (in dialetto crinà) = fessurare, fiarare (in dialetto fiarà) = bruciare, ciaffo (ciafu in dialetto), = oggetto inutile, con i derivati inciaffare (inciafà) = riempire di ciaffi e ciaffone (ciafó) = persona che accumula ciaffi o, al femminile, che si veste male. Addirittura la vicina spiaggia di Portonovo viene a volte chiamata dalle signore di una certa età Portonuovo, come a volerle attribuire più eleganza.
Infine è del tutto esilarante quando, trovandosi in altre città, un anconitano usa parole sì italiane, ma con significati sconosciuti al di fuori di Ancona. Si possono fare i seguenti esempi: "per colazione mi sono mangiato una polaca", cioè un cornetto; "Ho comprato una finlandese", cioè una tuta da ginnastica, "per cena mi sono mangiato una svizzera", cioè un hamburger.
D'altra parte questa inclinazione a non percepire netti confini tra dialetto e lingua italiana, associata alla (scorretta) considerazione del vernacolo quale corruzione popolare della lingua nazionale, è probabilmente all'origine della forte italianizzazione dell'anconitano avvenuta nell'ultimo secolo e dell'abbandono delle sue forme più genuine; già nel primo Novecento Palermo Giangiacomi osservava che il vernacolo "va sempre più dileguando, assorbito, parola per parola, dalla lingua madre. L'opera di trasformazione è lentissima, ma evidente: i giovani non parlano più come parlano i vecchi e l'italiano è sempre più adoperato", mentre il coevo Duilio Scandali notava come il vernacolo più stretto fosse prerogativa del popolo minuto e che anche l'occasione di un piccolo avanzamento economico-sociale poteva far scaturire l'esigenza di adottare un registro linguistico il più possibile vicino alla lingua. Con la modernizzazione seguita al secondo dopoguerra questa tendenza ha preso il sopravvento.

## Flessioni verbali

### Indicativo presente attivo
|                  | ciacà (schiacciare) | discóre (parlare) | murì (morire) | èsse (essere)  | dà (dare) | fà (fare) | avé (avere)        | pudé (potere)       | stà (stare)     | andà (andare)  |
| ---------------- | ------------------- | ----------------- | ------------- | -------------- | --------- | --------- | ------------------ | ------------------- | --------------- | -------------- |
| Io               | ciàco               | discóro           | mòro          | so             | dago      | fago      | ciò / ciàgo (raro) | pòsso               | stago           | vago           |
| Te               | ciàchi              | discóri           | mòri          | sèi (si / sai) | dai       | fai       | ciài               | pòi (pòssi / pòsci) | stai            | vai            |
| Lù/lia (essa)    | ciàca               | discóre           | mòre          | è              | dà        | fà        | cià                | pòle                | sta             | va             |
| Nialtri (nó)     | ciacàmo             | discurémo         | murìmo        | sémo           | damo      | famo      | ciavémo            | pudémo              | stamo (stacémo) | andàmo (anàmo) |
| Vuialtri (vó)    | ciaché              | discuré           | murì          | sé             | dé        | fé        | ciavé              | pudé                | sté             | andé           |
| Loro (lora/lori) | ciàca(ne)           | discóre(ne)       | mòre(ne)      | è(ne)          | dà(ne)    | fà(ne)    | cià(ne)            | pòle(ne) / pòne     | sta(ne)         | va(ne)         |

Come già ricordato, la terza persona plurale ha due uscite: un'identica alla terza singolare e una in -ne (si usa la forma plurale quando ci sono possibilità di confusione, come quando il soggetto non è chiaramente espresso, si usa la forma singolare in tutti gli altri casi).

### Condizionale presente attivo[37]
|                  | ciacà (schiacciare) | discóre (parlare)    | èsse (essere)       | dà (dare)           | fà (fare)           | avé (avere) | pudé (potere)         | stà (stare) | andà (andare)            |
| ---------------- | ------------------- | -------------------- | ------------------- | ------------------- | ------------------- | ----------- | --------------------- | ----------- | ------------------------ |
| Io               | ciacherìa           | discurerìa           | sarìa               | darìa               | farìa               | ciavrìa     | pudrìa (puderìa)      | starìa      | andrìa (andarìa)         |
| Te               | ciacheresti (-isti) | discureresti (-isti) | saristi (-esti)     | daristi (-esti)     | faristi (-isci)     | ciavristi   | pudristi              | staristi    | andristi (andaristi)     |
| Lù/lia (essa)    | ciacherìa           | discurerìa           | sarìa               | darìa               | farìa               | ciavrìa     | pudrìa                | starìa      | andrìa (andarìa)         |
| Nialtri (nó)     | ciacherissimi       | discuririmi          | sarissimi (-iscimi) | daréssimi (-issimi) | farissimi (-iscimi) | ciavrissimi | pudrissimi            | starìssimi  | andrissimi (anderissimi) |
| Vuialtri (vó)    | ciacheristi         | discuriristi         | saristi             | daristi             | faristi             | ciavristi   | pudristi              | staristi    | andristi (andaristi)     |
| Loro (lora/lori) | ciacherìa(ne)       | discorerìa(ne)       | sarìa(ne)           | darìa(ne)           | farìa(ne)           | ciavrìa(ne) | pudrìa(ne) / pudrìene | starìa(ne)  | andrìa (andarìa) (-ne)   |

Anche qui, come nell'indicativo, la terza persona plurale ha due uscite: un'identica alla terza singolare e una in -ne.

## Gli"Statuti del mare"
Si tratta del primo documento redatto in anconetano volgare che sia riuscito a pervenire fino a noi, la cui edizione più antica risale al 1397. In essi mancano le finali in -u, e compaiono da un lato elementi tipicamente "mediani", come il raddoppiamento sintattico (a llui, e ssia), l'intercambiabilità dell'articolo lo/el (lo navilio, lo patrone, ma el Podestà, el ditto navilio), i dimostrativi quesso per "codesto", cossoro per "costoro", nonché forme curiose quali bampno per "banno/bando" o candapnato per "condannato"; dall'altro lato compaiono invece influssi adriatici settentrionali, come ad es. coverta per "coperta della nave", marnari per "marinai", livere per "libbre", cargasse per "caricasse", pevere per "pepe". Inoltre, al pari dell'odierno anconetano, anche negli "Statuti" si ha indecisione nella terza persona dei verbi: le mercanzie non se pongano/li patroni non cie le debia mectere. Si potrebbe tuttavia presumere che detti "Statuti" furono redatti da autori non autoctoni, oppure da anconitani facenti riferimento a modelli linguistici più prestigiosi, come il toscano o l'umbro, e ciò anche in virtù del bacino di fruitori dei testi in questione, che non doveva essere costituito solo da maestranze locali. Ciò sarebbe inoltre dimostrato dalla presenza di tratti analoghi anche in altri documenti coevi, specie veneziani.

## Opere vernacolari
La vitalità del dialetto anconitano e l'attenzione che esso riscuote sono testimoniate da numerose pubblicazioni e ristampe. Ogni anno nel mese di settembre si svolge nella frazione di Varano il Festival del Dialetto con gruppi teatrali che recitano in dialetto provenienti sia da Ancona che da altre Città marchigiane.
È molto vivo il Teatro in Dialetto, che possiede testi classici dell'inizio del XX secolo ancora frequentemente rappresentati. Il repertorio quasi ogni anno si arricchisce di testi contemporanei.
La poesia vernacolare è anche molto viva e praticata e vanta tra i suoi scrittori classici Duilio Scandali, Palermo Giangiacomi, Turno Schiavoni, Eugenio Gioacchini, Francesco Mario Chirco, Mario Tomassi e Camillo Caglini, cantori dell'anima popolare della Città. Tra i contemporanei Mario Panzini è un poeta e drammaturgo (oltre 14 le sue pubblicazioni, anche sul folklore) ma soprattutto è autore del Dizionario del Vernacolo Anconitano, opera in 3 volumi. Franco Scataglini, nei cui testi risuona un vernacolo arcaico, rivisitato e trasfigurato dalla poesia, è un poeta noto anche a livello nazionale, nell'ambito della riscoperta della forza espressiva. Tra le autrici, è da segnalare Cesarina Castignani Piazza, sia come poetessa che come commediografa. Tra gli autori in dialetto anconitano contadinesco si ricorda Vilario Bordicchia, specie per i testi scritti per la RAI-Ancona con i famosi personaggi di "Cèsaro e Cesira".
La musica vernacolare, spesso collegata ai testi teatrali, ha come simbolo El Portoloto (del 1901, musica di Federico Marini, testo di Duilio Scàndali), una specie di inno popolare. Dopo un periodo di relativo oblio, la musica in dialetto viene diffusa da alcuni gruppi musicali dediti alla ricerca storica, e a nuove composizioni.

## Espressioni e modi di dire
- Fà la fine del ca' de Luzi = Fare la fine del cane di Luzi (subire varie disgrazie una di seguito all'altra). L'uso di questa espressione deriva da un curioso episodio: il cane di un sarto, certo Enrico Luzi, dal balcone del primo piano dove era tenuto, lungo Corso Carlo Alberto, un giorno cadde in strada. Rimbalzando sul tendone del negozio sottostante, ancora incolume, rimbalzò sul tetto del tram fermo, per poi cadere su un calesse e successivamente finire sulle rotaie del tram che proveniva dalla direzione opposta. In passato, l'espressione era usata anche come minaccia (te fago fà la fine del ca' de Luzi)[53].
- Ah, l'ardìce chi vò' le cóncule! = si dice a chi ripete sempre la stessa cosa; nel detto si fa riferimento al grido dei venditori ambulanti di vongole (cóncule).
- Cu' ciài drénto la testa, la renèla? = si dice a persona dall'intelletto non proprio brillante (la renela è la sabbia).
- Semu d'Ancona e ce n'arfacému! = siamo d'Ancona e siamo orgogliosi di esserlo.
- Buta sù e rischiàra = propriamente significa "risciacqua velocemente i panni insaponati"; si dice di una persona che fa le cose in modo approssimativo, oppure è un consiglio: non ci perdere troppo tempo.
- Caminà' a gato mignó = Camminare a quattro zampe.
- Cià i calzzéti a cagarèla = Porta le calze allentate.
- Cià 'na facia smitriàta = Ha una faccia da schiaffi.
- Bada a caminà = lascia perdere...
- Ciàca l'ajo! = Muori di rabbia!
- Daje e daje la cipóla divènta ajo = La troppa insistenza fa perdere la pazienza.
- Si per tant'è... = se dovesse accadere che...
- È tut'adè che... = è da un pezzo che...
- Po' stà?= può essere?
- A garbo... = può essere? / ci mancherebbe pure
- A discóre n'è fadiga = Parlare non costa niente. La frase è tradizionalmente attribuita ad un personaggio di nome Barigèlo, vissuto in città nella prima metà del Novecento. L'interlocutore può replicare con «Scì, ma quanto ha 'rnovato dai fascisti Barigèlo ha dito: O', adè è fadiga ancóra a discóre» (Sì, ma quando le ha prese dai fascisti Barigelo ha detto: Adesso costa fatica anche parlare)[54]
- un indovinello: si ce lavé nun me la dé, si nun ce lavé démela = se ci lavate non me la date, se non ci lavate, datemela (la mastèla a tré réchie = la tinozza da bucato); la difficoltà dell'indovinello consiste nel fatto che la frase si può intendere anche: si ce l'avé non me la dé, si nun ce l'avé démela = se ce l'avete non datemela, se non ce l'avete datemela, il che è assurdo. (L'indovinello funziona in realtà solo a voce perché la parola scritta tradisce subito il significato sotteso. Ma chi udisse senza poter leggere cadrebbe nell'equivoco tra avete (l'avé) e lavate (lavé) da cui in paradosso di... chiedere una cosa che non si ha).
- Tocà el culo a la cigàla = punzecchiare ironicamente una persona che si indispettisce per poco.

## Un esempio moderno di poesia in Anconitano
Il dialetto anconitano è usato per comporre poesie, poi pubblicate in antologie, calendari, pubblicazioni varie, o anche oggetto di pubbliche letture; come esempio si riporta il seguente brano.
(dalla poesia Na dona prega di Maria Pia Marchetti)

## Proverbi
- Quant'él Monte cià él capèlo, curé a casa a pia' l'umbrèlo = Quando la cima del Monte (sott. Monte Conero) è coperta dalle nuvole pioverà presto;
- Cassa da mòrto, vestito che nun fa 'na piéga = La cassa da morto è l'unico vestito che non fa pieghe;
- Dòna de pòg'unóre, cunzuma el lume e sparamia el zzóle = La donna di poco onore spesso sta chiusa in camera (ad esercitare il meretricio), e dunque non si espone al sole;
- Vì e amóre, fai el zzignóre = Una donna e un bicchiere di buon vino bastano per sentirsi un signore;
- La Madòna Candelòra, de l'invèrno sémo fòra, ma se piòve o tira vènto de l'invèrno sémo drénto = Alla festa della "Candelora" (2 febbraio) si esce dall'inverno, ma se piove e tira vento si è ancora dentro la brutta stagione;
- Quando el galo canta da galina, la casa va in ruvina = Quando in famiglia l'uomo non si comporta come tale, la casa va presto in rovina;
- Nun è dólci i lupini = Come i lupini, la vita è spesso amara e dura;
- Cà' che 'bàja nun móciga = Chi parla e strilla troppo, molto probabilmente non passerà alle vie di fatto;
- Mèjo puzà' da vivi che da mòrti = meglio essere vivi anche se si puzza, cioè anche si conduce una vita povera e grama; ad esso si ricollega l'analogo Mejo puzà' de vì' che d'òjo santo = Meglio puzzare da ubriachi, perché si è comunque ancora in vita, che con l'olio del funerale;
- Grasséza fa beléza = Contrariamente ai canoni di bellezza di oggi, una volta essere un po' in carne era considerato un pregio estetico;
- Oste bìgio, vì aquatìcio = Se l'oste non ha un buon colorito, molto probabilmente il suo vino sarà annacquato;
- Nun vènde la pèle de l'órzo prima del tèmpo = È la traduzione del detto "non dire quattro se non ce l'hai nel sacco";
- Chi magna da sóli se stròza = Si dice a chi non ama dividere con gli altri ciò che possiede;
- Quant'el Monte méte 'l capèlo, làssa 'l bastó e pja l'umbrèlo = Quando il Monte d'Ancona (ossia il Conero) si copre di nuvole, sicuramente pioverà;
- A discóre n'è fadìga (el pruverbio de Barigelo) = È facile parlare, non comporta alcuna fatica. Più difficile è fare realmente le cose, espresso dal detto È fadíga a fadigà = Lavorare è faticoso;
- La pigna nun bóle co' le curóne = Un titolo nobiliare non basta per assicurarsi da mangiare;
- Mare mòsso, bufi a tèra = Quando il mare è in burrasca i pescatori non possono lavorare e così i debiti crescono;
- Saco vòto nun sta drìto = Quando lo stomaco è vuoto non si riesce a stare in piedi;
- S'ha sèmpre da sentí le dó campane = Per giudicare tra due contendenti bisogna ascoltare le due versioni dei fatti;
- L'amóre e la tósce se fa prèstu a cunósce = L'amore e la tosse non possono essere nascosti;
- Invidia d'amigo è 'l pègio nemìgo = L'invidia di un amico è il nemico peggiore;
- Tré mestieri, sèi sciapate = Chi fa troppi mestieri (o attività in genere), di solito non ne fa nessuno nella giusta maniera;
- Nisciuna nòva, bòna nòva = A volte non avere nessuna nuova notizia è come averne buone;
- A chiachiarà nun zze sbúgia un còrno = Con le chiacchiere non si risolvono i problemi;
- Chi 'dopra l'òjo s'ógne el déto = Si scopre sempre l'autore di ogni azione perché si lasciano sempre tracce;
- J unóri viè sempre dòpo mòrto = Molto spesso si parla bene di una persona solo quando è passato a miglior vita;
- El zzumàro carègia el vi' e béve l'acqua = La persona poco accorta non riesce a trarre profitto dalle cose che fa;
- Galìna che nun béca, ha già becàto = Chi rifiuta un buon piatto evidentemente ha già mangiato altrove (usato sia in quanto al cibo che all'amore e al sesso);
- “Se” è 'l paradiso d'i cujóni = Solo le persone sciocche basano la propria vita sulle speranze, iniziando sempre le frasi con il "se", ossia col periodo ipotetico;
- Chi magna sènza béve el vì è come n'muratore che mura i matoni a séco = Chi mangia senza bere vino è come un muratore che mura i mattoni senza la calce;
- El limó strégne ma nun cumèda = Il limone stringe ma non aggiusta (riferito alle proprietà astringenti del limone, che tuttavia non bastano per placare i dolori intestinali);
- Chi cià i bufi dorme, chi svanza sta svéjo. = Chi ha debiti dorme, chi ha crediti resta sveglio.
- El mare nun è 'na poza e la barca nun è un pertigaro (proverbio di Cecco). = Bisogna sempre fare le cose in maniera accurata.
- Cent'ani sot'a un camì, puzì sempre de cuntadì. = E inutile pavoneggiarsi, darsi le arie.
- El mare è come el fogo, j'eroi e i cojoni li pia tuti lù (proverbio di Cecco). = In mare bisogna fare molta attenzione.
- Quanto slampa da Punente, nun slampa mai per gnente (proverbio di Gustì) = Se si notano i segni di un temporale verso Occidente, è probabile che il brutto tempo raggiungerà Ancona.
- Vento da Levante, dà 'ntel culo al navigante = Navigare con un vento Orientale è molto difficoltoso.
- Frige el frito e guarda el gato = Si dice di persona affetta da strabismo.
- Mejo puzà de vì che d'ojo santo = Qualunque imprevisto, per quanto indecoroso, è sempre superabile.
- Piscio l'òjo = Sono davvero molto orgoglioso di qualcuno o qualcosa.
- È bava = C'è un problema, sarà arduo trovare una soluzione, insomma: è 'na fava che non se còce.
- È 'na fava che nun zze còce = C'è un problema, sarà arduo trovare una soluzione, insomma: è bava.